# Estación de Cabrera de Mar-Vilassar de Mar
Cabrera de Mar-Vilassar de Mar es una estación de la línea R1 de Rodalies Renfe de Barcelona situada en la línea de playa de Cabrera de Mar muy cerca del casco urbano de Vilasar de Mar y a unos 3 km del centro de Cabrera de Mar.
La estación está en la línea del Maresme en el tramo Barcelona-Mataró, el primero que se abrió en España. Es estación de cercanías desde que se creó la red, y no tiene ningún otro servicio ferroviario.
| << cabecera                    | < estación      | línea | estación > | cabecera >>                                           |
| ------------------------------ | --------------- | ----- | ---------- | ----------------------------------------------------- |
| Rodalies de Catalunya de Renfe |                 |       |            |                                                       |
| Molins de Rey Hospitalet       | Vilassar de Mar |       | Mataró     | Mataró Arenys de Mar Calella Blanes Massanet-Massanas |
| Hospitalet                     | Vilassar de Mar |       | Mataró     | Figueras Port-Bou                                     |

- Datos: Q3073158
- Multimedia: Cabrera de Mar - Vilassar de Mar train station / Q3073158